# Qaymaqlı
Qaymaqlı è un villaggio dell'Azerbaigian situato nel distretto di Kazak. E uno dei tre villaggi della valle Inja.   

## Geografia fisica
Il villaggio si trova ad ovest della regione del Kazak, valle Inja, 32 km a nord-ovest del centro del distretto, a 8 km dall'autostrada Baku-Kazak-Tbilisi, sulla riva destra del fiume Injasu (affluente Kura), nella pianura di Ganja-Kazak.
Il territorio del villaggio è delimitato dal villaggio di Kemerli a ovest, dal villaggio di Aslanbeyli a est dalla strada principale della valle di Inja, dal villaggio di Birinci Shikhli a nord dalle aree steppiche, dal villaggio di Gurumsu della regione di Barana (Armenia) dell'Azerbaijan occidentale a sud.
Il clima è caratterizzato da inverni miti e altipiani caldi. L'inverno è secco.

## Origini del nome
Villaggio nel distretto amministrativo dello stesso nome del distretto del Kazak. Si trova sulle rive del fiume Inja (un affluente della Kura), nella pianura del Ganja-Kazak. L'insediamento riflette il nome dell'antica tribù (kimak, kayrnak) di lingua turca. La parte principale della tribu appartenente all'unione tribale Kipchak visse nei secoli VIII-IX nella Siberia occidentale, sul corso medio del fiume Irtysh. A metà del IX secolo, i Kipchak si spostarono verso ovest e si stabilirono nel Caucaso settentrionale, e nell'XI e XII secolo alcuni di loro si trasferirono  in Azerbaigian e poi in Georgia su invito degli zar georgiani. 

## Storia
La posizione geografica nella quale si trova Qaymaqlı ha permesso l'insediamento del territorio dai tempi antichi. La presenza di tombe di 350-400 anni nel cimitero della valle Inja indica l'antichità di questi luoghi.Il fatto che la maggior parte dei monumenti siano di origine turca è una chiara prova degli antichi legami culturali della popolazione locale con i turchi, i campioni materiali e culturali, rinvenuti durante gli scavi archeologici vicino al villaggio, mostrano che le persone si stabilirono a Qaymagli prima dell'Islam.
Fonti medievali ed una serie di materiali d'archivio forniscono alcune informazioni interessanti sulla posizione del Kazak, in particolare la valle di Inja, sulla rotta commerciale dall'Iran a Tbilisi (Georgia) e da lì alla Russia. Questa strada si estendeva lungo il Nakhchivan, Erevan, Avey, Inja. Nel suo rapporto al governatore di Tbilisi del 16 marzo 1836, il comandante del Kazak affermava che le carovane commerciali provenienti dall'Iran si dirigevano spesso a Tbilisi senza pagare dazi doganali sulle strade di pietra e forestali. È difficile agire contro di loro, perché la popolazione locale li protegge. 
Il sultanato di Kazak passò sotto l'Impero Ottomano alla fine del XVII secolo. Al fine di facilitare l'amministrazione del sultanato del Kazak da parte degli Ottomani, il territorio del sultanato è stato diviso in diversi villaggi (Inja, Turkoba, Gazakhlar, ecc.). C'erano più di 30 villaggi nel territorio del villaggio di Inja. La maggior parte di questi villaggi era abitata da turchi. Anche diversi villaggi dell'attuale Noyamberyan (Armenia) sono entrati nel villaggio di Inja. 
Il registro per la riscossione delle tasse nel villaggio di Ince dell'Impero Ottomano è attualmente conservato negli archivi di stato di Ankara. Nel libro sono stati menzionati i nomi delle persone abili in tre grandi villaggi del villaggio di Inja: Kemerli, Aslanbeyli e Qaymagli. Nel 1700-1723, la gente del villaggio di Qaymagli rese omaggio al reggimento turco situato qui. C'erano 20 contribuenti del villaggio di Aslanbeyli e 6 dei villaggi di Kemerli e Qaymaqli. Molto probabilmente, a quel tempo, gli abitanti di Qaymaqli trascorrevano l'estate nella zona di Diljan e l'inverno nei loro villaggi. La prova di ciò può essere trovata nelle tombe di antiche persone dal Qaymaqli situate nel territorio di Dilijan, che esistevano fino al 1980 (c'erano terre di etnia azera, che in seguito furono date all'Armenia per decisione del Comitato centrale dell'URSS). Il registro afferma anche che i contribuenti del villaggio pagano 2.000 akh ciascuno.

## Società
Il villaggio ha una popolazione di 2.183 abitanti.

## Cultura del tappeto
I tappeti di Qaymaqli- sono tappeti di lana, appartenenti al gruppo della scuola di tessitura dei tappeti Kazak. I disegni tipici del tappeto; L'area centrale dei tappeti è costituita da un lago riempito con motivi rombici che si ripetono ritmicamente e un medaglione esagonale che si estende verticalmente. Sulle aree libere all'interno del lago sono si trovano dei piccoli motivi a forma di stella. Diversi colori rinforzati conferiscono a questa vacanza un aspetto speciale.
A causa del recente aumento della tessitura dei tappeti di Qaymaqli, essi hanno perso il loro aspetto precedente. I tappeti dell'inizio del XIX secolo sono molto diversi nell'aspetto e nella qualità dai tappeti successivi. 
Un tappeto Qaymaqli prodotto nel XVIII secolo fare parte della mostra permanente presso il Museo del Tappeto dell'Azerbaijan che si trova a Baku.

## Economia
Le basi dell'economia del villaggio sono l'agricoltura, la zootecnia, la cerealicoltura, l'orticoltura, l'orticoltura, la viticoltura e la melagrana. Le principali colture agricole sono grano, patate, uva e tabacco.